# Дзывгисы дзуар (святилище)
Дзывгисы дзуар (осет. Дзывгъисы дзуар) — культовое сооружение, расположено в Куртатинском ущелье в с. Дзывгис.

## История
Согласно легенде, однажды в Куртатинском ущелье выпал сильный снег. Всё вокруг стало белым-бело. но жители селения Дзывгис с удивлением увидели, что одно место недалеко от села совершенно не тронуто снегом. Это было так необычно, что они решили посмотреть, в чём тут дело. Пробрались они сквозь глубокий снег к этому месту и обнаружили в центре покрытой травой поляны две горячие над очажные цепи. От цепей исходил пар, а земля вокруг них была совершенно бесснежной. Поняли люди, что это священный дар Небес и решили построить там святилище. По сегоднящий день куртатинцы поклоняются этому дзуару. Дзуары лæгтæ благословляют этими цепями, одной-женщин, другой-мужчин. С Дзывгисы дзуаром связано также много историй, свидетельствующих о его постоянном, незримом присутствии и явном участии в жизни прихожан (аргом дзуар).
Святилище Дзывгисы дзуар посвящено Уастырджи (св. Георгию) и расположено между селом и кладбищем. Дзуар представляет собой церковь, трансформировавшуюся в языческое святилище. Время сооружения церкви достоверно не известно, но многие специалисты датировали ее XVII в. Следует указать, что на композиционном решении памятника явно чувствуется влияние грузинской архитектуры. Это "та же базиличная композиция здания с входом в южной стене, но осложненная пристроенной к восточной стене полуциркульной апсидой. Архитектурная разработка последней, однако, не вяжется с нашими представлениями о грузинском церковном зодчестве. Этому "мешают" восемь гуртов-сплошных полочек из плит, расчленяющих конху (раковину) апсиды снаружи. Безусловно, это особенность объединяет Дзывгисскую церковь с чисто местным зодчеством, где ряды подобных полочек чрезвычайно характерны для башен и склепов. Второй чисто местный элемент-фаллическое каменное навершие, венчающее конец апсиды. Оно возвращает нас к местной склеповой архитектуре-многие наземные склепы увенчаны подобными навершиями. По словам В.А. Кузнецова Дзывгисы дзуар, "является нам еще один живой пример того, как традиционное для осетин, истоками своими уходящее в толщу веков и очень живучее язычество не только успешно противостоит, но и перекрывает христианство".

## Источник
- Тменов В. Х. Средневековые историко-архитектурные памятники Северной Осетии. — Орджоникидзе: Ир, 1984. — С. 111—112.
- Уарзиати В. С. Дзвгисы-дзуар // Вопросы археологии и этнографии Северной Осетии. — Орджоникидзе, 1984. — С. 139—160.